# Совесть (телесериал)
«Совесть» — советский пятисерийный детективный телефильм 1974 года по сценарию Василия Ардаматского. Премьера на телевидении — 26 августа 1974 года.

## Сюжет
В доме на одной из улиц Москвы совершено загадочное убийство. В ходе расследования выясняется, что оно связано с событиями Великой Отечественной войны.
В 1944 году из фашистского концлагеря (шталага 113) накануне уничтожения заключённых бежали трое советских военнопленных. Вместе с ними четвёртым бежал один из надсмотрщиков и экзекуторов лагеря, предатель родины Фёдор Дросов, который и помог устроить им побег, чтобы скрыть свои преступления. При пересечении нейтральной полосы он был тяжело ранен, и остальные бежавшие посчитали его убитым. Трое беглецов удачно добрались до расположения передовых частей наступающей Красной армии и сообщили о планах уничтожения заключённых шталага 113. Для спасения узников в лагерь направили танковый батальон с десантом пехоты.
Во время проверки в особом отделе части все трое беглецов показали, будто бежавший с ними и погибший на «нейтралке» был тем не менее также одним из узников лагеря. Позже выяснилось, что Дросов выжил и с документами казнённого Леонида Уварова был отправлен в госпиталь. У беглецов возникает дилемма: сообщить смершевцам, что бежавший с ними четвёртый — предатель и палач, но тогда они лишатся оказанного им доверия и попадут под подозрение в сотрудничестве с нацистами, или на время оставить всё как есть, а с преступником разобраться позже? Дело осложняется предполагаемым наличием сфабрикованных Дросовым и спрятанных в укромном месте документов, которые в качестве фашистских пособников изобличают, наоборот, уже самих трёх беглецов…
Проходит много лет. Случайная встреча с одним из участников побега и страх перед разоблачением заставляют спокойно жившего до сего дня военного преступника пойти на убийство опасных свидетелей…
Фильм снимали в Москве в районе метро «Щёлковская» на улице Уральской, а также в Ялте, Риге, Киеве, Красноярске.

## В ролях

### В главных ролях
| Актёр               | Роль                                                                                                 |
| ------------------- | --- |
| Дальвин Щербаков    | старший инспектор МУРа, капитан Андрей Андреевич Ребров                                              |
| Александр Мартынов  | следователь, лейтенант Евгений Владленович Ковецкий                                                  |
| Борис Кудрявцев     | полковник милиции Николай Семёнович Якушин                                                           |
| Всеволод Сафонов    | Леонид Уваров / Фёдор Дросов                                                                         |
| Анатолий Ромашин    | Валентин Викторович Кудрявцев                                                                        |
| Валентин Буров      | Степан Трофимович Волощук                                                                            |
| Пауль Ринне         | Ян Карлович Пурвит                                                                                   |
| Вячеслав Кутаков    | сосед Валентина Кудрявцева по квартире, главный бухгалтер трикотажной фабрики Сергей Петрович Мизин  |
| Людмила Давыдова    | соседка Валентина Кудрявцева по квартире и жена Сергея Мизина Нинель Мизина                          |
| Никита Подгорный    | директор трикотажной фабрики Аркадий Михайлович Лыз                                                  |
| Лариса Лужина       | знакомая Валентина Кудрявцева Нина Александровна Карнацкая                                           |
| Константин Захаров  | майор КГБ Алексей Морозов                                                                            |
| Борис Химичев       | полковник КГБ Юрий Данилович Игнатов                                                                 |
| Феликс Яворский     | следователь прокуратуры Владимир Котов                                                               |
| Герман Полосков     | инспектор МУРа Вадим Громов                                                                          |
| Радий Афанасьев     | эксперт-криминалист Дмитрий                                                                          |
| Владимир Протасенко | судмедэксперт Виктор                                                                                 |
| Олег Мокшанцев      | инспектор рыбнадзора, во время Великой Отечественной войны — капитан СМЕРШа Григорий Иванович Князев |
| Раиса Куркина       | жена Колоскова, учительница Любовь Тимофеевна Колоскова                                              |

### Второстепенные роли
| Актёр               | Роль |
| ------------------- | --- |
| Сергей Савченко     | художник Сергей Алексеевич Красавин (первая и третья серии)                                                      |
| Владимир Пицек      | приятель Валентина Кудрявцева (шахматист), товаровед трикотажной фабрики Роман Степанович Линьков (вторая серия) |
| Эмилия Мильтон      | соседка Валентина Кудрявцева, «капитанша» из 14-й квартиры (третья серия)                                        |
| Александр Назаров   | вор по кличке «Батон» Степан Воловик (третья серия)                                                              |
| Светлана Жгун       | жена Степана Волощука Любовь Тимофеевна Волощук                                                                  |
| Сергей Приселков    | офицер в колонии, допрашивал Воловика (третья серия)                                                             |
| Айварс Линис        | сын Яна Пурвита Янис Пурвит                                                                                      |
| Дмитрий Франько     | участковый в Киеве Григорий Максимович Осипов (четвёртая и пятая серии)                                          |
| Виталий Леонов      | «Циркач» Павел Гуслин (пятая серия)                                                                              |
| Карп Мукасьян       | «Графиня», заключённый в колонии Владимирский централ Мкртич Амбарцумович Юсупов (пятая серия)                   |
| Валерий Афанасьев   | капитан внутренних войск МВД в колонии Владимирский централ, где сидит «Графиня» (пятая серия)                   |
| Николай Погодин     | председатель колхоза «Заря» Анатолий Дмитриевич Колосков (пятая серия)                                           |
| Пётр Любешкин       | односельчанин Федора Дросова Гаврила Карпович (пятая серия)                                                      |
| Павел Махотин       | подполковник КГБ в Сибири Борисов (пятая серия)                                                                  |
| Владимир Талашко    | инспектор Киевского уголовного розыска Минько (пятая серия)                                                      |
| Юрий Прохоров       | водитель Леонида Уварова Дмитрий Кузьменко (пятая серия)                                                         |
| Юрий Заев           | официант Максимыч (первая серия, в титрах не указан)                                                             |
| Александр Фадеев    | курортный приятель Леонида Уварова Саша (первая серия)                                                           |
| Юрий Боголюбов      | таксист, отвозил Леонида Уварова в Симферополь (первая серия)                                                    |
| Евгений Жуков       | кадровик в госпитале Семён (первая серия)                                                                        |
| Надежда Каратаева   | медсестра (первая серия)                                                                                         |
| Алла Будницкая      | сестра Нинель Мизиной (вторая и четвёртая серии)                                                                 |
| Елена Максимова     | санитарка в институте имени Склифосовского (вторая серия)                                                        |
| Виктор Маркин       | врач «скорой помощи» Слёзкин (вторая серия)                                                                      |
| Игорь Безяев        | сослуживец Валентина Кудрявцева по культоргу (вторая серия)                                                      |
| Николай Парфёнов    | сослуживец Валентина Кудрявцева (вторая серия)                                                                   |
| Галина Попова       | секретарша Лыза Катя (вторая серия)                                                                              |
| Володя Диянов       | мальчик, нашедший нож в доме, где жил Валентин Кудрявцев Дима Славин (третья серия)                              |
| Велта Лине          | жена Яна Пурвита (третья серия)                                                                                  |
| Нина Тер-Осипян     | дворник в доме, где жил Валентин Кудрявцев Фатима (третья серия)                                                 |
| Миервалдис Озолиньш | доктор в Вентспилсе (третья и четвёртая серии)                                                                   |
| Александр Вокач     | попутчик Леонида Уварова на теплоходе в Риге (третья серия, в титрах не указан)                                  |
| Василий Корнуков    | повар, бывший узник лагеря 113 Никита Петрович (четвёртая серия)                                                 |
| Николай Смирнов     | карусельщик, бывший узник лагеря 113 Тимофеич (четвёртая и пятая серии)                                          |
| Артём Карапетян     | экскурсовод зоологического музея, бывший узник лагеря 113 Исаак Аронович Резников (четвёртая и пятая серии)      |
| Юрис Леяскалнс      | секретарь парткома порта, в котором работал Ян Пурвит (четвёртая серия) (озвучил Владислав Ковальков)            |
| Николай Сморчков    | сотрудник рыбнадзора, сопровождал Реброва в моторке Семён (четвёртая серия)                                      |
| Юрий Сорокин        | старшина милиции, приехал за браконьерами (четвёртая серия)                                                      |
| Артур Нищёнкин      | сотрудник рыбнадзора охраняющий взятых браконьеров (четвёртая серия, в титрах указан как А. Нещенкин)            |
| Виктор Уральский    | задержанный браконьер (четвёртая серия)                                                                          |
| Геннадий Полока     | врач, однофамилец Степана Волощук (четвёртая серия)                                                              |
| Евгения Опалова     | соседка Степана Волощука (четвёртая и пятая серии)                                                               |
| Алла Ролик          | молодая соседка Степана Волощука Ксана (четвёртая и пятая серии)                                                 |
| Василий Цыганков    | работник архива (четвёртая серия, в титрах указан как А. Цыганков)                                               |
| Анатолий Дегтярь    | мастер автобазы Дьяков (пятая серия)                                                                             |
| Раднэр Муратов      | мастер автобазы Рахимов (пятая серия)                                                                            |
| Владимир Рудый      | сотрудник КГБ в Сибири Андреев (пятая серия)                                                                     |
| Пётр Щербаков       | сотрудник ОБХСС (вторая и третья серии)                                                                          |
| Валерий Анисимов    | сотрудник ОБХСС (вторая и третья серии)                                                                          |

### В эпизодах
- 1-я серия — Светлана Агеева, Лидия Говорухина, Альберт Иричев, Е. Мартынова
- 2-я серия — Нина Емельянова, Нелли Зиновьева
- 3-я серия — Л. Ильина, Э. Кавтарадзе, Н. Кубарева
- 4-я серия — Борис Беляков (в титрах Б. Беляев), Леонид Елинсон, И. Ильенко, В. Красотин, Лев Прыгунов (нет в титрах)
- 5-я серия — Альберт Иричев, Павел Тимченко, С. Артёмов

## Критика
Авторы острой, захватывающей картины говорят со зрителями о долге, чести и совести человека. Авторы картины хорошо знают материал: они создали живые, запоминающиеся образы героев. Интересно и увлекательно представлена в фильме работа органов милиции госбезопасности. Следователи Ковецкий, Якушин, Ребров люди разных характеров, разные у них и методы работы. Своеобразно, не по штампам изображена жизнь преступного мира, его законы и обычаи.— журнал «Огонёк», 1974 год